# Pandemia di COVID-19 in Gambia
Il primo caso della pandemia di COVID-19 in Gambia è stato confermato il 17 marzo 2020.

## Antefatti
Il 12 gennaio 2020, l'Organizzazione mondiale della sanità (OMS) ha confermato che un nuovo coronavirus era la causa di una nuova infezione polmonare che aveva colpito diversi abitanti della città di Wuhan, nella provincia cinese dell'Hubei, il cui caso era stato portato all'attenzione dell'OMS il 31 dicembre 2019.
Sebbene nel tempo il tasso di mortalità della COVID-19 si sia rivelato decisamente più basso di quello dell'epidemia di SARS che aveva imperversato nel 2003, la trasmissione del virus SARS-CoV-2, alla base della COVID-19, è risultata essere molto più ampia di quella del precedente virus del 2003, e ha portato a un numero totale di morti molto più elevato.
Il 5 maggio 2023, l'Organizzazione mondiale della sanità dichiara ufficialmente la fine della pandemia.

## Cronistoria

### Primo caso
Il primo caso di COVID-19 in Gambia è stato confermato il 17 marzo e ha ricevuto un trattamento presso l'Unità MRC, la clinica specializzata in Gambia a Fajara. La paziente era una donna di trent'anni che era arrivata in Gambia dal Regno Unito il 15 marzo e si era isolata da sola dopo aver avuto la febbre. Il Ministero della Salute ha dichiarato che era in procinto di contattare e isolare tutti i passeggeri del volo.

### Misure governative
Il viaggio all'estero di funzionari pubblici è stato sospeso da una circolare emessa dal presidente Adama Barrow il 13 marzo. Barrow ordinò a tutte le università di chiudere e di far cessare tutte le riunioni il 17 marzo. Il 18 marzo sono state sospese le sessioni dell'Assemblea nazionale e le audizioni della Commissione Verità, Riconciliazione e Riparazione. I voli da 13 paesi sono stati sospesi il 19 marzo. I passeggeri che arrivano da altri 47 paesi dovranno affrontare una quarantena obbligatoria di 14 giorni. L'unica struttura per analizzare i test COVID-19 nel paese è l'Unità MRC The Gambia. Secondo il loro sito Web, i test sono organizzati solo su appuntamento, organizzato tramite un numero di telefono specializzato del Ministero della Salute.

### Risposta del governo
I governi del Gambia e del suo unico vicino, il Senegal, hanno concordato di chiudere il confine per 21 giorni a partire dal 23 marzo, con l'eccezione dei "servizi essenziali" e del trasporto di cibo e medicine. Anche lo spazio aereo del Gambia è stato chiuso, con l'eccezione dei voli medici e del trasporto di merci. Il ministro della salute Ahmadou Lamin Samateh ha riconosciuto che far rispettare la chiusura delle frontiere fosse una sfida, ma ha affermato che la chiusura era importante per combattere la COVID-19.
Il 27 marzo, il presidente Adama Barrow ha dichiarato lo stato di emergenza, ordinando la chiusura di luoghi di culto e delle attività non essenziali, vietando riunioni con oltre 10 persone e limitando i passeggeri sui trasporti pubblici.
Il 28 marzo, Jack Ma e Alibaba Foundations hanno donato kit di prova e dispositivi di protezione individuale al Gambia per aiutare a combattere la pandemia.
Diversi imprenditori sono stati arrestati per il cambio dei prezzi.

## Impatto economico
L'industria del turismo è stata colpita dalla pandemia, causando difficoltà ai gambiani che vivevano grazie a esso. Molti ristoranti e hotel furono chiusi, e solo pochi hotel rimasero aperti ai turisti bloccati dalle restrizioni di viaggio.